# Macrobrachium sankollii
Macrobrachium sankollii är en kräftdjursart som beskrevs av Jalihal och Shenoy 1988. Macrobrachium sankollii ingår i släktet Macrobrachium och familjen Palaemonidae. Inga underarter finns listade i Catalogue of Life.